# UEFA Nations League 2018/19/Liga B
Die Liga B der UEFA Nations League 2018/19 war die erste Austragung der zweithöchsten Division innerhalb dieses Wettbewerbs. Sie begann am 6. September 2018 mit dem Spiel Tschechien gegen die Ukraine (1:2) und endete am 20. November 2018 mit dem letzten Gruppenspiel.
Für die erste Austragung dieses Wettbewerbs wurden die Nationalmannschaften gemäß ihrem UEFA-Koeffizienten in die jeweiligen Ligen eingeteilt.
In der Liga B traten zwölf Mannschaften in vier Dreiergruppen an. Die Gruppensieger (Ukraine, Schweden, Bosnien-Herzegowina und Dänemark) stiegen in die Liga A auf, die Gruppenletzten (Slowakei, die Türkei, Nordirland und Irland) stiegen sportlich in die Liga C ab, verblieben allerdings aufgrund einer Aufstockung der Liga auf 16 Teams zur nachfolgenden Austragung in der Spielklasse.
Darüber hinaus qualifizieren sich die vier besten Mannschaften, die nicht bereits über den Qualifikationswettbewerb für die EM 2021 qualifiziert sind, für die Play-offs, welche voraussichtlich im Oktober und November 2020 ausgespielt werden.

## Gruppe 1
| Pl. | Land       | Sp. | S | U | N | Tore    | Diff. | Punkte |
| --- | ---------- | --- | - | - | - | ------- | ----- | ------ |
| 1.  | Ukraine    | 4   | 3 | 0 | 1 | 005:500 | ±0    | 09     |
| 2.  | Tschechien | 4   | 2 | 0 | 2 | 004:400 | ±0    | 06     |
| 3.  | Slowakei   | 4   | 1 | 0 | 3 | 005:500 | ±0    | 03     |

### Tschechien – Ukraine 1:2 (1:0)
| Tschechien                                                                     | Tschechien | Ukraine | Ukraine |
| ------------------------------------------------------------------------------ | --- | --- | ------- |
| Tschechien                                                                     | \| 1. Spieltag \| \| 6. September 2018 um 21:00 Uhr in Uherské Hradiště (Městský fotbalový stadion) \| \| Zuschauer: 7.974 \| \| Schiedsrichter: Anthony Taylor ( England) \| \| Spielbericht \|                                                                     | \| 1. Spieltag \| \| 6. September 2018 um 21:00 Uhr in Uherské Hradiště (Městský fotbalový stadion) \| \| Zuschauer: 7.974 \| \| Schiedsrichter: Anthony Taylor ( England) \| \| Spielbericht \| | Ukraine |
| Tschechien                                                                     | Tomáš Vaclík – Pavel Kadeřábek, Tomáš Kalas, Theodor Gebre Selassie , Jakub Brabec, Jan Bořil – Jan Sýkora (90+2' Tomáš Hořava), Josef Hušbauer, Tomáš Souček – Michael Krmenčík (46. Jaromír Zmrhal), Patrik Schick (83. Stanislav Tecl) Cheftrainer: Karel Jarolím | Andrij Pjatow – Mykola Matwijenko, Serhij Krywzow, Jaroslaw Rakyzkyj, Oleksandr Karawajew – Taras Stepanenko, Andrij Jarmolenko (66. Oleksandr Sintschenko), Ruslan Malinowskyj – Jewhen Konopljanka (77. Wiktor Zyhankow), Marlos, Roman Jaremtschuk (85. Jewhen Selesnjow) Cheftrainer: Andrij Schewtschenko | Ukraine |
| Tschechien                                                                     | 1:0 Schick (4.) | 1:1 Konopljanka (45.+1') 1:2 Sintschenko (90.+3') | Ukraine |
| Tschechien                                                                     | Hušbauer (21.), Souček (53.) | | Ukraine |
| 1. Spieltag                                                                    | | |         |
| 6. September 2018 um 21:00 Uhr in Uherské Hradiště (Městský fotbalový stadion) | | |         |
| Zuschauer: 7.974                                                               | | |         |
| Schiedsrichter: Anthony Taylor ( England)                                      | | |         |
| Spielbericht                                                                   | | |         |

### Ukraine – Slowakei 1:0 (0:0)
| Ukraine                                                 | Ukraine | Slowakei | Slowakei |
| ------------------------------------------------------- | --- | --- | -------- |
| Ukraine                                                 | \| 2. Spieltag \| \| 9. September 2018 um 15:00 Uhr in Lwiw (Arena Lwiw) \| \| Schiedsrichter: Anastasios Sidiropoulos ( Griechenland) \| \| Spielbericht \| | \| 2. Spieltag \| \| 9. September 2018 um 15:00 Uhr in Lwiw (Arena Lwiw) \| \| Schiedsrichter: Anastasios Sidiropoulos ( Griechenland) \| \| Spielbericht \| | Slowakei |
| Ukraine                                                 | Andrij Pjatow – Mykola Matwijenko, Mykyta Burda, Jaroslaw Rakyzkyj, Oleksandr Karawajew – Taras Stepanenko (86. Serhij Sydortschuk), Ruslan Malinowskyj (71. Oleksandr Sintschenko), Jewhen Konopljanka (78. Wiktor Zyhankow), Andrij Jarmolenko, Roman Jaremtschuk – Marlos Cheftrainer: Andrij Schewtschenko | Martin Dúbravka – Martin Škrtel , Ľubomír Šatka, Milan Škriniar, Tomáš Hubočan – Marek Hamšík, Juraj Kucka (78. Ján Greguš), Stanislav Lobotka – Vladimir Weiss (70. Albert Rusnák), Adam Nemec (65. Ondrej Duda), Róbert Mak Cheftrainer: Ján Kozák ( Tschechien) | Slowakei |
| Ukraine                                                 | 1:0 Jarmolenko (80., Foulelfmeter) | | Slowakei |
| Ukraine                                                 | Konopljanka (64.), Sydortschuk (90.+4') | Hubočan (16.), Duda (74.) | Slowakei |
| 2. Spieltag                                             | | |          |
| 9. September 2018 um 15:00 Uhr in Lwiw (Arena Lwiw)     | | |          |
| Schiedsrichter: Anastasios Sidiropoulos ( Griechenland) | | |          |
| Spielbericht                                            | | |          |

### Slowakei – Tschechien 1:2 (0:0)
| Slowakei                                                              | Slowakei | Tschechien | Tschechien |
| --------------------------------------------------------------------- | --- | --- | ---------- |
| Slowakei                                                              | \| 3. Spieltag \| \| 13. Oktober 2018 um 15:00 Uhr in Trnava (Štadión Antona Malatinského) \| \| Schiedsrichter: Slavko Vinčić ( Slowenien) \| \| Spielbericht \|                                                                                                 | \| 3. Spieltag \| \| 13. Oktober 2018 um 15:00 Uhr in Trnava (Štadión Antona Malatinského) \| \| Schiedsrichter: Slavko Vinčić ( Slowenien) \| \| Spielbericht \| | Tschechien |
| Slowakei                                                              | Martin Dúbravka – Peter Pekarík (46. Erik Sabo), Milan Škriniar, Martin Škrtel , Tomáš Hubočan (80. Dávid Hancko) – Stanislav Lobotka, Marek Hamšík – Juraj Kucka (54. Vladimír Weiss), Ondrej Duda, Róbert Mak – Adam Nemec Cheftrainer: Ján Kozák ( Tschechien) | Tomáš Vaclík – Pavel Kadeřábek (63. Filip Novák), Ondřej Čelůstka, Jakub Brabec, Theodor Gebre Selassie – Tomáš Souček, David Pavelka – Matěj Vydra (89. Jakub Jankto), Bořek Dočkal , Jaromír Zmrhal – Michael Krmenčík (73. Patrik Schick) Cheftrainer: Jaroslav Šilhavý | Tschechien |
| Slowakei                                                              | 1:1 Hamšík (62.) | 0:1 Krmenčík (52.) 1:2 Schick (76.) | Tschechien |
| Slowakei                                                              | Hubočan (27.), Škrtel (29.), Škriniar (83.) | Dočkal (22.), Souček (38.), Gebre Selassie (75.) | Tschechien |
| 3. Spieltag                                                           | | |            |
| 13. Oktober 2018 um 15:00 Uhr in Trnava (Štadión Antona Malatinského) | | |            |
| Schiedsrichter: Slavko Vinčić ( Slowenien)                            | | |            |
| Spielbericht                                                          | | |            |

### Ukraine – Tschechien 1:0 (1:0)
| Ukraine                                                     | Ukraine | Tschechien | Tschechien |
| ----------------------------------------------------------- | --- | --- | ---------- |
| Ukraine                                                     | \| 4. Spieltag \| \| 16. Oktober 2018 um 20:45 Uhr in Charkiw (Metalist-Stadion) \| \| Schiedsrichter: Gediminas Mažeika ( Litauen) \| \| Spielbericht \| | \| 4. Spieltag \| \| 16. Oktober 2018 um 20:45 Uhr in Charkiw (Metalist-Stadion) \| \| Schiedsrichter: Gediminas Mažeika ( Litauen) \| \| Spielbericht \| | Tschechien |
| Ukraine                                                     | Andrij Pjatow – Mykyta Burda, Jaroslaw Rakyzkyj, Oleksandr Karawajew, Mykola Matwijenko – Taras Stepanenko, Ruslan Malinowskyj (86. Oleksandr Sintschenko), Andrij Jarmolenko, Jewhen Konopljanka (70. Wiktor Zyhankow), Marlos – Roman Jaremtschuk Cheftrainer: Andrij Schewtschenko | Jiří Pavlenka – Ondřej Čelůstka, Theodor Gebre Selassie, Jakub Brabec, Filip Novák – Antonín Barák, Jakub Jankto (80. Josef Šural), Matěj Vydra (67. Jaromír Zmrhal), David Pavelka – Bořek Dočkal , Patrik Schick (72. Michael Krmenčík) Cheftrainer: Jaroslav Šilhavý | Tschechien |
| Ukraine                                                     | Malinowskyj (43.) | | Tschechien |
| Ukraine                                                     | Rakyzkyj (39.) | Čelůstka (19.), Pavelka (90.) | Tschechien |
| 4. Spieltag                                                 | | |            |
| 16. Oktober 2018 um 20:45 Uhr in Charkiw (Metalist-Stadion) | | |            |
| Schiedsrichter: Gediminas Mažeika ( Litauen)                | | |            |
| Spielbericht                                                | | |            |

### Slowakei – Ukraine 4:1 (2:0)
| Slowakei                                                               | Slowakei | Ukraine | Ukraine |
| ---------------------------------------------------------------------- | --- | --- | ------- |
| Slowakei                                                               | \| 5. Spieltag \| \| 16. November 2018 um 20:45 Uhr in Trnava (Štadión Antona Malatinského) \| \| Schiedsrichter: Nikola Dabanović ( Montenegro) \| \| Spielbericht \|                                                                                          | \| 5. Spieltag \| \| 16. November 2018 um 20:45 Uhr in Trnava (Štadión Antona Malatinského) \| \| Schiedsrichter: Nikola Dabanović ( Montenegro) \| \| Spielbericht \| | Ukraine |
| Slowakei                                                               | Martin Dúbravka – Peter Pekarík, Martin Škrtel , Milan Škriniar, Dávid Hancko – Ján Greguš – Albert Rusnák, Juraj Kucka (30. Matúš Bero), Marek Hamšík, Róbert Mak (69. Miroslav Stoch) – Adam Zreľák (82. Michal Ďuriš) Cheftrainer: Pavel Hapal ( Tschechien) | Denys Bojko – Oleksandr Karawajew, Mykyta Burda, Serhij Krywzow (14. Ihor Plastun), Mykola Matwijenko – Oleksandr Sintschenko, Taras Stepanenko, Ruslan Malinowskyj – Wiktor Zyhankow, Jewhen Konopljanka (65. Mykola Schaparenko), Andrij Borjatschuk (62. Wiktor Kowalenko) Cheftrainer: Andrij Schewtschenko | Ukraine |
| Slowakei                                                               | 1:0 Rusnák (6.) 2:0 Kucka (26.) 3:1 Zreľák (52.) 4:1 Mak (61.) | 2:1 Konopljanka (47.) | Ukraine |
| Slowakei                                                               | Greguš (49.) | Burda (22.), Stepanenko (87.), Plastun (90.) | Ukraine |
| 5. Spieltag                                                            | | |         |
| 16. November 2018 um 20:45 Uhr in Trnava (Štadión Antona Malatinského) | | |         |
| Schiedsrichter: Nikola Dabanović ( Montenegro)                         | | |         |
| Spielbericht                                                           | | |         |

### Tschechien – Slowakei 1:0 (1:0)
| Tschechien                                               | Tschechien | Slowakei | Slowakei |
| -------------------------------------------------------- | --- | --- | -------- |
| Tschechien                                               | \| 6. Spieltag \| \| 19. November 2018 um 20:45 Uhr in Prag (Eden Aréna) \| \| Schiedsrichter: Alejandro Hernández Hernández ( Spanien) \| | \| 6. Spieltag \| \| 19. November 2018 um 20:45 Uhr in Prag (Eden Aréna) \| \| Schiedsrichter: Alejandro Hernández Hernández ( Spanien) \| | Slowakei |
| Tschechien                                               | Tomáš Vaclík – Filip Novák, Tomáš Kalas, Ondřej Čelůstka, Pavel Kadeřábek – Tomáš Souček – Matěj Vydra (64. Theodor Gebre Selassie), Bořek Dočkal , David Pavelka, Jakub Jankto (76. Ladislav Krejčí) – Patrik Schick (82. Martin Doležal) Cheftrainer: Jaroslav Šilhavý | Martin Dúbravka – Peter Pekarík, Martin Škrtel , Milan Škriniar, Dávid Hancko – Matúš Bero, Ján Greguš (58. Ondrej Duda), Marek Hamšík – Albert Rusnák (58. Róbert Mak), Adam Zreľák (79. Adam Nemec), Miroslav Stoch Cheftrainer: Pavel Hapal ( Tschechien) | Slowakei |
| Tschechien                                               | 1:0 Schick (32.) | | Slowakei |
| Tschechien                                               | Pavelka (13.), Dočkal (89.) | Škrtel (45.), Škriniar (69.) | Slowakei |
| 6. Spieltag                                              | | |          |
| 19. November 2018 um 20:45 Uhr in Prag (Eden Aréna)      | | |          |
| Schiedsrichter: Alejandro Hernández Hernández ( Spanien) | | |          |

## Gruppe 2
| Pl. | Land     | Sp. | S | U | N | Tore    | Diff. | Punkte |
| --- | -------- | --- | - | - | - | ------- | ----- | ------ |
| 1.  | Schweden | 4   | 2 | 1 | 1 | 005:300 | +2    | 07     |
| 2.  | Russland | 4   | 2 | 1 | 1 | 004:300 | +1    | 07     |
| 3.  | Türkei   | 4   | 1 | 0 | 3 | 004:700 | −3    | 03     |

### Türkei – Russland 1:2 (1:1)
| Türkei                                                            | Türkei | Russland | Russland |
| ----------------------------------------------------------------- | --- | --- | -------- |
| Türkei                                                            | \| 1. Spieltag \| \| 7. September 2018 um 20:45 Uhr in Trabzon (Medical Park Stadyumu) \| \| Zuschauer: 29.702 \| \| Schiedsrichter: Artur Dias ( Portugal) \| \| Spielbericht \|                                                                                              | \| 1. Spieltag \| \| 7. September 2018 um 20:45 Uhr in Trabzon (Medical Park Stadyumu) \| \| Zuschauer: 29.702 \| \| Schiedsrichter: Artur Dias ( Portugal) \| \| Spielbericht \| | Russland |
| Türkei                                                            | Serkan Kırıntılı – Şener Özbayraklı, Hasan Ali Kaldırım, Serdar Aziz (46. Kaan Ayhan), Çağlar Söyüncü – Okay Yokuşlu, Mehmet Topal (71. Yunus Malli) – Cenk Tosun, Hakan Çalhanoğlu – Yusuf Yazıcı (57. Oğuzhan Özyakup), Cengiz Ünder Cheftrainer: Mircea Lucescu ( Rumänien) | Andrei Lunjow – Mário Fernandes, Roman Neustädter, Fjodor Kudrjaschow (82. Konstantin Rausch), Georgi Dschikija – Juri Gasinski, Roman Sobnin, Alexander Jerochin – Denis Tscheryschew (79. Alexei Ionow), Daler Kusjajew (73. Pawel Mogilewez), Artjom Dsjuba Cheftrainer: Stanislaw Tschertschessow | Russland |
| Türkei                                                            | 1:1 Aziz (41.) | 0:1 Tscheryschew (13.) 1:2 Dsjuba (49.) | Russland |
| Türkei                                                            | Özbayraklı (39.) | Kudrjaschow (54.), Dsjuba (90.) | Russland |
| 1. Spieltag                                                       | | |          |
| 7. September 2018 um 20:45 Uhr in Trabzon (Medical Park Stadyumu) | | |          |
| Zuschauer: 29.702                                                 | | |          |
| Schiedsrichter: Artur Dias ( Portugal)                            | | |          |
| Spielbericht                                                      | | |          |

### Schweden – Türkei 2:3 (1:0)
| Schweden                                                 | Schweden | Türkei | Türkei |
| -------------------------------------------------------- | --- | --- | ------ |
| Schweden                                                 | \| 2. Spieltag \| \| 10. September 2018 um 20:45 Uhr in Solna (Friends Arena) \| \| Schiedsrichter: Jesús Gil Manzano ( Spanien) \| \| Spielbericht \| | \| 2. Spieltag \| \| 10. September 2018 um 20:45 Uhr in Solna (Friends Arena) \| \| Schiedsrichter: Jesús Gil Manzano ( Spanien) \| \| Spielbericht \| | Türkei |
| Schweden                                                 | Robin Olsen – Mikael Lustig (78. Emil Krafth), Victor Lindelöf, Ludwig Augustinsson, Pontus Jansson – Sebastian Larsson , Albin Ekdal (56, Oscar Hiljemark), Viktor Claesson, Jimmy Durmaz (71. Marcus Rohdén) – Marcus Berg, Isaac Kiese Thelin Cheftrainer: Janne Andersson | Sinan Bolat – Ömer Bayram, Çağlar Söyüncü, Mehmet Zeki Çelik, Kaan Ayhan – Okay Yokuşlu, Mehmet Topal (62. Emre Akbaba) – Oğuzhan Özyakup, Cenk Tosun, Hakan Çalhanoğlu (86. Yunus Malli), Cengiz Ünder (77. Serdar Gürler) Cheftrainer: Mircea Lucescu ( Rumänien) | Türkei |
| Schweden                                                 | 1:0 Kiese Thelin (35.) 2:0 Claesson (49.) | 2:1 Çalhanoğlu (51.) 2:2 Akbaba (88.) 2:3 Akbaba (90.+2') | Türkei |
| 2. Spieltag                                              | | |        |
| 10. September 2018 um 20:45 Uhr in Solna (Friends Arena) | | |        |
| Schiedsrichter: Jesús Gil Manzano ( Spanien)             | | |        |
| Spielbericht                                             | | |        |

### Russland – Schweden 0:0
| Russland                                                           | Russland | Schweden | Schweden |
| ------------------------------------------------------------------ | --- | --- | -------- |
| Russland                                                           | \| 3. Spieltag \| \| 11. Oktober 2018 um 20:45 Uhr in Kaliningrad (Kaliningrad-Stadion) \| \| Schiedsrichter: Luca Banti ( Italien) \| \| Spielbericht \| | \| 3. Spieltag \| \| 11. Oktober 2018 um 20:45 Uhr in Kaliningrad (Kaliningrad-Stadion) \| \| Schiedsrichter: Luca Banti ( Italien) \| \| Spielbericht \| | Schweden |
| Russland                                                           | Guilherme – Mário Fernandes, Roman Neustädter, Konstantin Rausch, Georgi Dschikija – Juri Gasinski, Denis Tscheryschew (87. Anton Sabolotny), Roman Sobnin, Alexander Golowin, Alexei Ionow (76. Daler Kusjajew) – Artjom Dsjuba Cheftrainer: Stanislaw Tschertschessow | Robin Olsen – Mikael Lustig, Victor Lindelöf, Andreas Granqvist , Ludwig Augustinsson – Sebastian Larsson, Emil Forsberg, Gustav Svensson, Viktor Claesson – Marcus Berg (82. Sebastian Andersson), Isaac Kiese Thelin (71. John Guidetti) Cheftrainer: Janne Andersson | Schweden |
| Russland                                                           | Sobnin (39.), Gasinski (50.), Dschikija (53.) | Augustinsson (31.) | Schweden |
| 3. Spieltag                                                        | | |          |
| 11. Oktober 2018 um 20:45 Uhr in Kaliningrad (Kaliningrad-Stadion) | | |          |
| Schiedsrichter: Luca Banti ( Italien)                              | | |          |
| Spielbericht                                                       | | |          |

### Russland – Türkei 2:0 (1:0)
| Russland                                                          | Russland | Türkei | Türkei |
| ----------------------------------------------------------------- | --- | --- | ------ |
| Russland                                                          | \| 4. Spieltag \| \| 14. Oktober 2018 um 18:00 Uhr in Sotschi (Olympiastadion Sotschi) \| \| Schiedsrichter: Paweł Raczkowski ( Polen) \| \| Spielbericht \| | \| 4. Spieltag \| \| 14. Oktober 2018 um 18:00 Uhr in Sotschi (Olympiastadion Sotschi) \| \| Schiedsrichter: Paweł Raczkowski ( Polen) \| \| Spielbericht \| | Türkei |
| Russland                                                          | Guilherme – Mário Fernandes, Roman Neustädter, Georgi Dschikija, Fjodor Kudrjaschow – Juri Gasinski, Roman Sobnin – Alexei Ionow (82. Ruslan Kambolow), Alexander Golowin (90.+1' Dmitri Polos), Daler Kusjajew (71. Denis Tscheryschew) – Artjom Dsjuba Cheftrainer: Stanislaw Tschertschessow | Sinan Bolat – Mehmet Zeki Çelik, Serdar Aziz, Çağlar Söyüncü, Hasan Ali Kaldırım (75. Ömer Bayram) – Mahmut Tekdemir (62. Berkay Özcan), Okay Yokuşlu – Cengiz Ünder, Oğuzhan Özyakup (84. Yunus Malli), Hakan Çalhanoğlu – Cenk Tosun Cheftrainer: Mircea Lucescu ( Rumänien) | Türkei |
| Russland                                                          | 1:0 Neustädter (20.) 2:0 Tscheryschew (78.) | | Türkei |
| Russland                                                          | Golowin (55.) | Kaldırım (37.), Tosun (54.) | Türkei |
| 4. Spieltag                                                       | | |        |
| 14. Oktober 2018 um 18:00 Uhr in Sotschi (Olympiastadion Sotschi) | | |        |
| Schiedsrichter: Paweł Raczkowski ( Polen)                         | | |        |
| Spielbericht                                                      | | |        |

### Türkei – Schweden 0:1 (0:0)
| Türkei                                                           | Türkei | Schweden | Schweden |
| ---------------------------------------------------------------- | --- | --- | -------- |
| Türkei                                                           | \| 5. Spieltag \| \| 17. November 2018 um 18:00 Uhr in Konya (Konya Büyükşehir Stadı) \| \| Schiedsrichter: István Kovács ( Rumänien) \| \| Spielbericht \| | \| 5. Spieltag \| \| 17. November 2018 um 18:00 Uhr in Konya (Konya Büyükşehir Stadı) \| \| Schiedsrichter: István Kovács ( Rumänien) \| \| Spielbericht \| | Schweden |
| Türkei                                                           | Sinan Bolat – Hasan Ali Kaldırım (87. Ömer Bayram), Çağlar Söyüncü, Mehmet Zeki Çelik, Kaan Ayhan – Okay Yokuşlu, Hakan Çalhanoğlu , Cengiz Ünder – Cenk Tosun, Mahmut Tekdemir (72. İrfan Can Kahveci), Yunus Malli (83. Oğuzhan Özyakup) Cheftrainer: Mircea Lucescu ( Rumänien) | Robin Olsen – Mikael Lustig, Victor Lindelöf (46. Filip Helander), Andreas Granqvist , Ludwig Augustinsson – Sebastian Larsson, Martin Olsson, Albin Ekdal (81. Gustav Svensson), Jakob Johansson – Marcus Berg, Viktor Claesson (90. Isaac Kiese Thelin) Cheftrainer: Janne Andersson | Schweden |
| Türkei                                                           | 0:1 Granqvist (71., Foulelfmeter) | | Schweden |
| Türkei                                                           | Çalhanoğlu (90.) | Ekdal (48.), Granqvist (59.) | Schweden |
| 5. Spieltag                                                      | | |          |
| 17. November 2018 um 18:00 Uhr in Konya (Konya Büyükşehir Stadı) | | |          |
| Schiedsrichter: István Kovács ( Rumänien)                        | | |          |
| Spielbericht                                                     | | |          |

### Schweden – Russland 2:0 (1:0)
| Schweden                                                | Schweden | Russland | Russland |
| ------------------------------------------------------- | --- | --- | -------- |
| Schweden                                                | \| 6. Spieltag \| \| 20. November 2018 um 20:45 Uhr in Solna (Friends Arena) \| \| Schiedsrichter: Benoît Bastien ( Frankreich) \| \| Spielbericht \| | \| 6. Spieltag \| \| 20. November 2018 um 20:45 Uhr in Solna (Friends Arena) \| \| Schiedsrichter: Benoît Bastien ( Frankreich) \| \| Spielbericht \| | Russland |
| Schweden                                                | Robin Olsen – Mikael Lustig, Andreas Granqvist , Victor Lindelöf, Ludwig Augustinsson – Sebastian Larsson, Jakob Johansson, Kristoffer Olsson (89. John Guidetti), Martin Olsson (70. Isaac Kiese Thelin) – Viktor Claesson (80. Gustav Svensson), Marcus Berg Cheftrainer: Janne Andersson | Andrei Lunjow – Wladislaw Ignatjew, Roman Neustädter, Georgi Dschikija, Kirill Nababkin – Daler Kusjajew, Juri Gasinski – Alexei Ionow (69. Anton Sabolotny), Dmitri Polos (46. Ruslan Kambolow), Alexander Jerochin (77. Ari) – Artjom Dsjuba Cheftrainer: Stanislaw Tschertschessow | Russland |
| Schweden                                                | 1:0 Lindelöf (41.) 2:0 Berg (72.) | | Russland |
| Schweden                                                | Dschikija (43.) | | Russland |
| 6. Spieltag                                             | | |          |
| 20. November 2018 um 20:45 Uhr in Solna (Friends Arena) | | |          |
| Schiedsrichter: Benoît Bastien ( Frankreich)            | | |          |
| Spielbericht                                            | | |          |

## Gruppe 3
| Pl. | Land                | Sp. | S | U | N | Tore    | Diff. | Punkte |
| --- | ------------------- | --- | - | - | - | ------- | ----- | ------ |
| 1.  | Bosnien-Herzegowina | 4   | 3 | 1 | 0 | 005:100 | +4    | 10     |
| 2.  | Österreich          | 4   | 2 | 1 | 1 | 003:200 | +1    | 07     |
| 3.  | Nordirland          | 4   | 0 | 0 | 4 | 002:700 | −5    | 0      |

### Nordirland – Bosnien-Herzegowina 1:2 (0:1)
| Nordirland                                               | Nordirland | Bosnien-Herzegowina | Bosnien-Herzegowina |
| -------------------------------------------------------- | --- | --- | ------------------- |
| Nordirland                                               | \| 1. Spieltag \| \| 8. September 2018 um 15:00 Uhr in Belfast (Windsor Park) \| \| Zuschauer: 16.942 \| \| Schiedsrichter: Pavel Královec ( Tschechien) \| \| Spielbericht \|                                                                                   | \| 1. Spieltag \| \| 8. September 2018 um 15:00 Uhr in Belfast (Windsor Park) \| \| Zuschauer: 16.942 \| \| Schiedsrichter: Pavel Královec ( Tschechien) \| \| Spielbericht \|                                                                                   | Bosnien-Herzegowina |
| Nordirland                                               | Bailey Peacock-Farrell – Conor McLaughlin (69. Will Grigg), Jamal Lewis, Jonny Evans, Craig Cathcart – George Saville, Steven Davis , Oliver Norwood – Niall McGinn (76. Jamie Ward), Kyle Lafferty (69. Liam Boyce), Stuart Dallas Cheftrainer: Michael O’Neill | Ibrahim Šehić – Eldar Ćivić (76. Goran Zakarić), Muhamed Bešić, Toni Šunjić, Ervin Zukanović – Gojko Cimirot, Miralem Pjanić (83. Riad Bajić), Elvis Sarić (67. Rade Krunić) – Edin Višća, Haris Duljević, Edin Džeko Cheftrainer: Robert Prosinečki ( Kroatien) | Bosnien-Herzegowina |
| Nordirland                                               | 1:2 Grigg (90.+3') | 0:1 Duljević (36.) 0:2 Sarić (64.) | Bosnien-Herzegowina |
| Nordirland                                               | Čivić (10.), Pjanić (30.), Džeko (51.), Šehić (83.) | | Bosnien-Herzegowina |
| 1. Spieltag                                              | | |                     |
| 8. September 2018 um 15:00 Uhr in Belfast (Windsor Park) | | |                     |
| Zuschauer: 16.942                                        | | |                     |
| Schiedsrichter: Pavel Královec ( Tschechien)             | | |                     |
| Spielbericht                                             | | |                     |

### Bosnien-Herzegowina – Österreich 1:0 (0:0)
| Bosnien-Herzegowina                                      | Bosnien-Herzegowina | Österreich | Österreich |
| -------------------------------------------------------- | --- | --- | ---------- |
| Bosnien-Herzegowina                                      | \| 2. Spieltag \| \| 11. September 2018 um 20:45 Uhr in Zenica (Bilino Polje) \| \| Zuschauer: 9.100 \| \| Schiedsrichter: Ruddy Buquet ( Frankreich) \| \| Spielbericht \|                                                                                           | \| 2. Spieltag \| \| 11. September 2018 um 20:45 Uhr in Zenica (Bilino Polje) \| \| Zuschauer: 9.100 \| \| Schiedsrichter: Ruddy Buquet ( Frankreich) \| \| Spielbericht \| | Österreich |
| Bosnien-Herzegowina                                      | Ibrahim Šehić – Eldar Ćivić, Darko Todorović, Toni Šunjić, Ervin Zukanović – Muhamed Bešić, Miralem Pjanić (89. Rade Krunić), Elvis Sarić – Edin Višća (87. Goran Zakarić), Haris Duljević (90.+3' Riad Bajić), Edin Džeko Cheftrainer: Robert Prosinečki ( Kroatien) | Heinz Lindner – Martin Hinteregger, Stefan Ilsanker (86. Louis Schaub), Sebastian Prödl – David Alaba, Peter Žulj, Florian Grillitsch (81. Guido Burgstaller), Stefan Lainer, Valentino Lazaro – Marko Arnautović , Michael Gregoritsch (72. Marcel Sabitzer) Cheftrainer: Franco Foda ( Deutschland) | Österreich |
| Bosnien-Herzegowina                                      | 1:0 Džeko (78.) | | Österreich |
| Bosnien-Herzegowina                                      | Todorović (81.) | Hinteregger (20.), Lainer (62.) | Österreich |
| 2. Spieltag                                              | | |            |
| 11. September 2018 um 20:45 Uhr in Zenica (Bilino Polje) | | |            |
| Zuschauer: 9.100                                         | | |            |
| Schiedsrichter: Ruddy Buquet ( Frankreich)               | | |            |
| Spielbericht                                             | | |            |

### Österreich – Nordirland 1:0 (0:0)
| Österreich                                                   | Österreich | Nordirland | Nordirland |
| ------------------------------------------------------------ | --- | --- | ---------- |
| Österreich                                                   | \| 3. Spieltag \| \| 12. Oktober 2018 um 20:45 Uhr in Wien (Ernst-Happel-Stadion) \| \| Schiedsrichter: Georgi Kabakow ( Bulgarien) \| \| Spielbericht \| | \| 3. Spieltag \| \| 12. Oktober 2018 um 20:45 Uhr in Wien (Ernst-Happel-Stadion) \| \| Schiedsrichter: Georgi Kabakow ( Bulgarien) \| \| Spielbericht \| | Nordirland |
| Österreich                                                   | Heinz Lindner – Stefan Lainer, Sebastian Prödl, Martin Hinteregger, Andreas Ulmer – Valentino Lazaro (90. Aleksandar Dragović), Stefan Ilsanker, Peter Žulj, Marcel Sabitzer (75. Alessandro Schöpf) – Guido Burgstaller (82. Florian Kainz), Marko Arnautović Cheftrainer: Franco Foda ( Deutschland) | Bailey Peacock-Farrell – Paddy McNair, Craig Cathcart, Jonny Evans, Jamal Lewis – Oliver Norwood, Steven Davis , George Saville (76. Kyle Vassell) – Stuart Dallas, Josh Magennis (79. Will Grigg), Shane Ferguson (55. Corry Evans) Cheftrainer: Michael O’Neill | Nordirland |
| Österreich                                                   | 1:0 Arnautović (71.) | | Nordirland |
| Österreich                                                   | Peacock-Farrell (17.), Norwood (73.) | | Nordirland |
| 3. Spieltag                                                  | | |            |
| 12. Oktober 2018 um 20:45 Uhr in Wien (Ernst-Happel-Stadion) | | |            |
| Schiedsrichter: Georgi Kabakow ( Bulgarien)                  | | |            |
| Spielbericht                                                 | | |            |

### Bosnien-Herzegowina – Nordirland 2:0 (1:0)
| Bosnien-Herzegowina                                          | Bosnien-Herzegowina | Nordirland | Nordirland |
| ------------------------------------------------------------ | --- | --- | ---------- |
| Bosnien-Herzegowina                                          | \| 4. Spieltag \| \| 15. Oktober 2018 um 20:45 Uhr in Sarajevo (Stadion Grbavica) \| \| Schiedsrichter: Mattias Gestranius ( Finnland) \| \| Spielbericht \| | \| 4. Spieltag \| \| 15. Oktober 2018 um 20:45 Uhr in Sarajevo (Stadion Grbavica) \| \| Schiedsrichter: Mattias Gestranius ( Finnland) \| \| Spielbericht \|                                                                                                   | Nordirland |
| Bosnien-Herzegowina                                          | Ibrahim Šehić – Eldar Ćivić, Ognjen Vranješ, Toni Šunjić, Ervin Zukanović – Muhamed Bešić (90. Gojko Cimirot), Miralem Pjanić, Elvis Sarić – Edin Višća (88. Deni Milošević), Haris Duljević (75. Goran Zakarić), Edin Džeko Cheftrainer: Robert Prosinečki ( Kroatien) | Bailey Peacock-Farrell – Jonny Evans, Jamal Lewis, Paddy McNair (71. Kyle Vassell), Craig Cathcart – Steven Davis, George Saville, Oliver Norwood (58. Gavin Whyte) – Liam Boyce (80. Josh Magennis), Corry Evans , Stuart Dallas Cheftrainer: Michael O’Neill | Nordirland |
| Bosnien-Herzegowina                                          | 1:0 Džeko (27.) 2:0 Džeko (73.) | | Nordirland |
| Bosnien-Herzegowina                                          | Duljević (70.), Bešić (84.) | Norwood (33.), Saville (58.) | Nordirland |
| 4. Spieltag                                                  | | |            |
| 15. Oktober 2018 um 20:45 Uhr in Sarajevo (Stadion Grbavica) | | |            |
| Schiedsrichter: Mattias Gestranius ( Finnland)               | | |            |
| Spielbericht                                                 | | |            |

### Österreich – Bosnien-Herzegowina 0:0
| Österreich                                                    | Österreich | Bosnien-Herzegowina | Bosnien-Herzegowina |
| ------------------------------------------------------------- | --- | --- | ------------------- |
| Österreich                                                    | \| 5. Spieltag \| \| 15. November 2018 um 20:45 Uhr in Wien (Ernst-Happel-Stadion) \| \| Schiedsrichter: Andrew Dallas ( Schottland) \| \| Spielbericht \| | \| 5. Spieltag \| \| 15. November 2018 um 20:45 Uhr in Wien (Ernst-Happel-Stadion) \| \| Schiedsrichter: Andrew Dallas ( Schottland) \| \| Spielbericht \|                                                                                    | Bosnien-Herzegowina |
| Österreich                                                    | Heinz Lindner – Aleksandar Dragović, Martin Hinteregger, David Alaba, Stefan Lainer – Julian Baumgartlinger , Peter Žulj (82. Marc Janko), Florian Kainz (46. Xaver Schlager), Alessandro Schöpf (67. Michael Gregoritsch), Valentino Lazaro – Marko Arnautović Cheftrainer: Franco Foda ( Deutschland) | Ibrahim Šehić – Eldar Ćivić, Ognjen Vranješ, Toni Šunjić, Ervin Zukanović – Muhamed Bešić, Miralem Pjanić (87. Amer Gojak), Elvis Sarić – Edin Višća, Haris Duljević (79. Rade Krunić), Edin Džeko Cheftrainer: Robert Prosinečki ( Kroatien) | Bosnien-Herzegowina |
| Österreich                                                    | Žulj (39.), Baumgartlinger (89.) | Vranješ (49.), Duljević (77.), Sarić (88.) | Bosnien-Herzegowina |
| 5. Spieltag                                                   | | |                     |
| 15. November 2018 um 20:45 Uhr in Wien (Ernst-Happel-Stadion) | | |                     |
| Schiedsrichter: Andrew Dallas ( Schottland)                   | | |                     |
| Spielbericht                                                  | | |                     |

### Nordirland – Österreich 1:2 (0:0)
| Nordirland                                               | Nordirland | Österreich | Österreich |
| -------------------------------------------------------- | --- | --- | ---------- |
| Nordirland                                               | \| 6. Spieltag \| \| 18. November 2018 um 18:00 Uhr in Belfast (Windsor Park) \| \| Schiedsrichter: Jonathan Lardot ( Belgien) \| \| Spielbericht \|                                                                                                  | \| 6. Spieltag \| \| 18. November 2018 um 18:00 Uhr in Belfast (Windsor Park) \| \| Schiedsrichter: Jonathan Lardot ( Belgien) \| \| Spielbericht \| | Österreich |
| Nordirland                                               | Trevor Carson – Michael Smith, Gareth McAuley, Jonny Evans, Stuart Dallas – Corry Evans (88. Paddy McNair), Steven Davis , George Saville – Niall McGinn (74. Gavin Whyte), Liam Boyce (74. Kyle Lafferty), Jordan Jones Cheftrainer: Michael O’Neill | Heinz Lindner – Stefan Lainer, Aleksandar Dragović, Martin Hinteregger, Andreas Ulmer – Stefan Ilsanker (46. Peter Žulj), Julian Baumgartlinger – Valentino Lazaro, Xaver Schlager, David Alaba – Michael Gregoritsch (71. Marko Arnautović) Cheftrainer: Franco Foda ( Deutschland) | Österreich |
| Nordirland                                               | 1:1 C. Evans (57.) | 0:1 Schlager (49.) 1:2 Lazaro (90.+3') | Österreich |
| Nordirland                                               | McAuley (79.) | Baumgartlinger (53.), Alaba (79.) | Österreich |
| 6. Spieltag                                              | | |            |
| 18. November 2018 um 18:00 Uhr in Belfast (Windsor Park) | | |            |
| Schiedsrichter: Jonathan Lardot ( Belgien)               | | |            |
| Spielbericht                                             | | |            |

## Gruppe 4
| Pl. | Land     | Sp. | S | U | N | Tore    | Diff. | Punkte |
| --- | -------- | --- | - | - | - | ------- | ----- | ------ |
| 1.  | Dänemark | 4   | 2 | 2 | 0 | 004:100 | +3    | 08     |
| 2.  | Wales    | 4   | 2 | 0 | 2 | 006:500 | +1    | 06     |
| 3.  | Irland   | 4   | 0 | 2 | 2 | 001:500 | −4    | 02     |

### Wales – Irland 4:1 (3:0)
| Wales                                                            | Wales | Irland | Irland |
| ---------------------------------------------------------------- | --- | --- | ------ |
| Wales                                                            | \| 1. Spieltag \| \| 6. September 2018 um 20:45 Uhr in Cardiff (Cardiff City Stadium) \| \| Zuschauer: 25.567 \| \| Schiedsrichter: Clément Turpin ( Frankreich) \| \| Spielbericht \|                                                            | \| 1. Spieltag \| \| 6. September 2018 um 20:45 Uhr in Cardiff (Cardiff City Stadium) \| \| Zuschauer: 25.567 \| \| Schiedsrichter: Clément Turpin ( Frankreich) \| \| Spielbericht \|                                                                            | Irland |
| Wales                                                            | Wayne Hennessey – Ben Davies (81. Paul Dummett), Ashley Williams , Connor Roberts, Chris Mepham – Joe Allen, Ethan Ampadu (67. Matthew Smith), David Brooks, Tom Lawrence – Aaron Ramsey, Gareth Bale (75. Tyler Roberts) Cheftrainer: Ryan Giggs | Darren Randolph – Séamus Coleman , Shane Duffy, Ciaran Clark, Stephen Ward (61. Enda Stevens) – Cyrus Christie, Callum O’Dowda, Jeff Hendrick, Conor Hourihane (56. Shaun Williams) – Callum Robinson (77. Daryl Horgan), Jon Walters Cheftrainer: Martin O’Neill | Irland |
| Wales                                                            | 1:0 Lawrence (6.) 2:0 Bale (18.) 3:0 Ramsey (37.) 4:0 Roberts (55.) | 4:1 Williams (66.) | Irland |
| Wales                                                            | Clark (51.) | | Irland |
| 1. Spieltag                                                      | | |        |
| 6. September 2018 um 20:45 Uhr in Cardiff (Cardiff City Stadium) | | |        |
| Zuschauer: 25.567                                                | | |        |
| Schiedsrichter: Clément Turpin ( Frankreich)                     | | |        |
| Spielbericht                                                     | | |        |

### Dänemark – Wales 2:0 (1:0)
| Dänemark                                              | Dänemark | Wales | Wales |
| ----------------------------------------------------- | --- | --- | ----- |
| Dänemark                                              | \| 2. Spieltag \| \| 9. September 2018 um 18:00 Uhr in Aarhus (Ceres Park) \| \| Zuschauer: 17.506 \| \| Schiedsrichter: Deniz Aytekin ( Deutschland) \| \| Spielbericht \|                                                                             | \| 2. Spieltag \| \| 9. September 2018 um 18:00 Uhr in Aarhus (Ceres Park) \| \| Zuschauer: 17.506 \| \| Schiedsrichter: Deniz Aytekin ( Deutschland) \| \| Spielbericht \|                                                                   | Wales |
| Dänemark                                              | Kasper Schmeichel – Simon Kjær , Zanka, Henrik Dalsgaard, Jens Stryger Larsen – Thomas Delaney, Christian Eriksen, Lasse Schöne – Martin Braithwaite, Yussuf Poulsen (86. Andreas Cornelius), Pione Sisto (46. Viktor Fischer) Cheftrainer: Åge Hareide | Wayne Hennessey – Chris Gunter, Ben Davies, James Chester, Chris Mepham – Joe Allen, Aaron Ramsey, Connor Roberts (59. David Brooks), Tom Lawrence (79. Ben Woodburn), Ethan Ampadu (71. Tyler Roberts) – Gareth Bale Cheftrainer: Ryan Giggs | Wales |
| Dänemark                                              | 1:0 Eriksen (32.) 2:0 Eriksen (63., Handelfmeter) | | Wales |
| Dänemark                                              | Schmeichel (90.+1') | Davies (77.), Allen (90.+4') | Wales |
| 2. Spieltag                                           | | |       |
| 9. September 2018 um 18:00 Uhr in Aarhus (Ceres Park) | | |       |
| Zuschauer: 17.506                                     | | |       |
| Schiedsrichter: Deniz Aytekin ( Deutschland)          | | |       |
| Spielbericht                                          | | |       |

### Irland – Dänemark 0:0
| Irland                                                  | Irland | Dänemark | Dänemark |
| ------------------------------------------------------- | --- | --- | -------- |
| Irland                                                  | \| 3. Spieltag \| \| 13. Oktober 2018 um 20:45 Uhr in Dublin (Aviva Stadium) \| \| Schiedsrichter: Javier Estrada Fernández ( Spanien) \| \| Spielbericht \|                                                                                                  | \| 3. Spieltag \| \| 13. Oktober 2018 um 20:45 Uhr in Dublin (Aviva Stadium) \| \| Schiedsrichter: Javier Estrada Fernández ( Spanien) \| \| Spielbericht \|                                                                      | Dänemark |
| Irland                                                  | Darren Randolph – Richard Keogh , Shane Duffy, Kevin Long – Matthew Doherty, Harry Arter (65. Callum Robinson), James McClean – Cyrus Christie, Callum O’Dowda (46. Enda Stevens) – Jeff Hendrick, Shane Long (83. Aiden O’Brien) Cheftrainer: Martin O’Neill | Kasper Schmeichel – Henrik Dalsgaard, Simon Kjær , Zanka, Jens Stryger Larsen – Martin Braithwaite, Lasse Schöne, Thomas Delaney, Pione Sisto – Kasper Dolberg (79. Andreas Christensen), Yussuf Poulsen Cheftrainer: Åge Hareide | Dänemark |
| Irland                                                  | Arter (8.), Christie (64.), McClean (90.), Duffy (90.+3') | Delaney (56.) | Dänemark |
| 3. Spieltag                                             | | |          |
| 13. Oktober 2018 um 20:45 Uhr in Dublin (Aviva Stadium) | | |          |
| Schiedsrichter: Javier Estrada Fernández ( Spanien)     | | |          |
| Spielbericht                                            | | |          |

### Irland – Wales 0:1 (0:0)
| Irland                                                  | Irland | Wales | Wales |
| ------------------------------------------------------- | --- | --- | ----- |
| Irland                                                  | \| 4. Spieltag \| \| 16. Oktober 2018 um 20:45 Uhr in Dublin (Aviva Stadium) \| \| Schiedsrichter: Björn Kuipers ( Niederlande) \| \| Spielbericht \| | \| 4. Spieltag \| \| 16. Oktober 2018 um 20:45 Uhr in Dublin (Aviva Stadium) \| \| Schiedsrichter: Björn Kuipers ( Niederlande) \| \| Spielbericht \|                                                                                             | Wales |
| Irland                                                  | Darren Randolph – Shane Duffy, Richard Keogh , Kevin Long (75. Scott Hogan) – Matthew Doherty, Cyrus Christie, James McClean, Jeff Hendrick, Harry Arter – Callum Robinson (60. Seán Maguire), Aiden O’Brien (56. Shane Long) Cheftrainer: Martin O’Neill | Wayne Hennessey – Ashley Williams , Ben Davies, James Chester, Connor Roberts – Joe Allen, Tom Lawrence, Harry Wilson (85. Chris Gunter), Matthew Smith (75. George Thomas) – Tyler Roberts, David Brooks (87. Andy King) Cheftrainer: Ryan Giggs | Wales |
| Irland                                                  | 0:1 Wilson (58.) | | Wales |
| Irland                                                  | K. Long (16). McClean (49.), S. Long (71.) | Davies (33.) | Wales |
| 4. Spieltag                                             | | |       |
| 16. Oktober 2018 um 20:45 Uhr in Dublin (Aviva Stadium) | | |       |
| Schiedsrichter: Björn Kuipers ( Niederlande)            | | |       |
| Spielbericht                                            | | |       |

### Wales – Dänemark 1:2 (0:1)
| Wales                                                            | Wales | Dänemark | Dänemark |
| ---------------------------------------------------------------- | --- | --- | -------- |
| Wales                                                            | \| 5. Spieltag \| \| 16. November 2018 um 20:45 Uhr in Cardiff (Cardiff City Stadium) \| \| Schiedsrichter: Ivan Kružliak ( Slowakei) \| \| Spielbericht \|                                                                                         | \| 5. Spieltag \| \| 16. November 2018 um 20:45 Uhr in Cardiff (Cardiff City Stadium) \| \| Schiedsrichter: Ivan Kružliak ( Slowakei) \| \| Spielbericht \| | Dänemark |
| Wales                                                            | Wayne Hennessey – Connor Roberts, Ashley Williams , James Chester (50. Ethan Ampadu), Paul Dummett (38. Chris Gunter) – David Brooks, Aaron Ramsey, Joe Allen, Tom Lawrence – Gareth Bale, Tyler Roberts (68. Harry Wilson) Cheftrainer: Ryan Giggs | Kasper Schmeichel – Henrik Dalsgaard, Andreas Christensen, Zanka, Jens Stryger Larsen – Christian Eriksen , Lasse Schöne (79. Lukas Lerager), Thomas Delaney, Martin Braithwaite – Nicolai Jørgensen (70. Kasper Dolberg), Yussuf Poulsen Cheftrainer: Åge Hareide | Dänemark |
| Wales                                                            | 1:2 Bale (89.) | 0:1 Jørgensen (42.) 0:2 Braithwaite (88.) | Dänemark |
| Wales                                                            | Dummett (38.), Lawrence (77.), Ampadu (86.), Williams (87.) | Dalsgaard (52.), Delaney (82.), Dolberg (85.), Zanka (86.), Schmeichel (90.+4') | Dänemark |
| 5. Spieltag                                                      | | |          |
| 16. November 2018 um 20:45 Uhr in Cardiff (Cardiff City Stadium) | | |          |
| Schiedsrichter: Ivan Kružliak ( Slowakei)                        | | |          |
| Spielbericht                                                     | | |          |

### Dänemark – Irland 0:0
| Dänemark                                              | Dänemark | Irland | Irland |
| ----------------------------------------------------- | --- | --- | ------ |
| Dänemark                                              | \| 6. Spieltag \| \| 19. November 2018 um 20:45 Uhr in Aarhus (Ceres Park) \| \| Schiedsrichter: Əliyar Ağayev ( Aserbaidschan) \| | \| 6. Spieltag \| \| 19. November 2018 um 20:45 Uhr in Aarhus (Ceres Park) \| \| Schiedsrichter: Əliyar Ağayev ( Aserbaidschan) \| | Irland |
| Dänemark                                              | Frederik Rønnow – Jonas Knudsen, Andreas Bjelland, Zanka, Peter Ankersen – Pierre Emile Højbjerg, Christian Eriksen (46. Lukas Lerager), Lasse Schöne – Martin Braithwaite (78. Andreas Cornelius), Nicolai Jørgensen, Yussuf Poulsen (65. Christian Gytkjær) Cheftrainer: Åge Hareide | Darren Randolph – Seamus Coleman , Richard Keogh, Shane Duffy, Kevin Long, Enda Stevens – Cyrus Christie, Jeff Hendrick, Robbie Brady (65. Callum Robinson) – Callum O’Dowda (80. Michael Obafemi), Aiden O’Brien (65. Ronan Curtis) Cheftrainer: Martin O’Neill | Irland |
| Dänemark                                              | Christie (85.) | | Irland |
| 6. Spieltag                                           | | |        |
| 19. November 2018 um 20:45 Uhr in Aarhus (Ceres Park) | | |        |
| Schiedsrichter: Əliyar Ağayev ( Aserbaidschan)        | | |        |